# 恋わずらい
『恋わずらい』（こいわずらい）は、2007年8月8日にワーナーミュージック・ジャパンから発売された、日本のバンド・椿屋四重奏の5thシングル。

## 概要
- PV監督は松本剛。

## 収録曲
- 全作詞・作曲・編曲：中田裕二

1. 恋わずらい［4:49］
2. MU DA BO NE［3:52］
3. 螺旋階段 (acoustic version)［4:09］

## 収録アルバム

### 恋わずらい
- オリジナル『TOKYO CITY RHAPSODY』（2008年2月6日）

### 螺旋階段
- オリジナル『薔薇とダイヤモンド』（2005年9月14日）